# Абразивность
Абразивность горной породы — способность породы изнашивать контактирующие с ней поверхности горных машин или горного оборудования в процессе их работы.
Абразивность горной породы зависит от твёрдости породообразующих минералов, от характера сцепления зёрен друг с другом, от крупности и формы зерен, от плотности породы и степени ее трещиноватости.
Наиболее абразивными являются крупнокристаллические породы, состоящие из зёрен твердых минералов, слабо связанных между собой, и образующие при бурении крупный остроугольный шлам. Трещиноватые породы более абразивны, чем нетрещиноватые, монолитные. При бурении в трещиноватых и пористых породах резцы буровой коронки обкалывают острые края трещин и образующиеся при этом крупные угловатые частицы породы перетираются под торцом, вызывая интенсивный износ породоразрушающего инструмента.